# Сініцин Ігор Петрович
І́гор Петро́вич Сіні́цин (уроджений Лімбен); (*нар. 6 березня 1953) — український вчений у галузі  комп’ютерних наук, доктор технічних наук, професор, член-кореспондент НАН України, директор Інституту програмних систем НАН України, Лауреат Державної премії України в галузі науки і техніки. Один із провідних фахівців України у сферах інтелектуальних інформаційних систем, військових обчислювальних технологій, штучного інтелекту та кібербезпеки. Автор понад 180 наукових праць, включно з 7 монографіями та 21 авторським свідоцтвом на комп’ютерні програми. 
Майстер спорту зі спортивного туризму, відомий мандрівник, автор та ведучий телевізійного проєкту «Своїми очима» та Відеоблогу на YouTube.

## Біографія
Народився 6 березня 1953 року в місті Уссурійськ у родині військовослужбовця. Того ж року переїхав із родиною до Києва, де проживає й нині.
Закінчив математичний клас середньої школи №71 у Києві, де у 1968 році отримав кваліфікацію «Обчислювач-програміст».
У 1976 році, за спеціальністю "Прикладна математика",  закінчив Київський політехнічний інститут, де згодом працював на інженерних і наукових посадах.
У 1984-85 роках брав участь у 29-й антарктичній експедиції Арктичного та Антарктичного науково-дослідного інституту як інженер-програміст.
У 1987 році захистив кандидатську дисертацію зі спеціальності "Обчислювальні машини, комплекси, системи та мережі".
У 1990 році заснував Науково-експедиційний центр «Київ» при Географічному товаристві, брав участь в організації Антарктичної експедиції України.
З 1998 року працює в Інституту програмних систем НАН України: старший науковий співробітник, завідувач відділу. Співзасновник НДІ автоматизованих комп’ютерних систем «Екотех».
У 2008 році захистив докторську дисертацію за спеціальністю «Інформаційні технології».
З 2021 року — директор Інституту програмних систем НАН України.
У 2024 році обраний членом-кореспондентом НАН України за спеціальністю «Інтелектуальні системи, штучний інтелект».
Безпартійний, дотримується демократичних поглядів. Одружений з 1976 року.

## Професійна діяльність
Основні напрями наукових досліджень:
•	оптимізація процесів управління ресурсами;
•	розробка інтелектуальних інформаційних систем ;
•	нейроеволюційна ідентифікація та прогнозування;
•	теорія дискретних технологічних інформаційних процесів;
•	системи організаційного управління , 
Внесок:
•	Впровадження підходів оборонного планування в Україні.
•	Розробка онтологічних моделей для стратегічного управління у складних умовах.
•	Створення систем управління оборонними ресурсами, які прийняті на озброєння ЗСУ.
•	Розробка нейроеволюційних систем і програмних платформ подвійного призначення.
•	Створення дорожньої карти інформаційної інфраструктури Міністерства оборони України.
•	Участь у створенні та впровадженні комплексу перевірки космічного корабля «Буран» в частині реалізації емулятора мови "Діалог-П" для перевірки директивної логіки.
Діяльність, пов'язана з безпекою України
•	Радник начальника "Генерального штабу ЗСУ (2011–2012).
•	Головний конструктор інформаційної інфраструктури Міноборони України (2016–2017).
•	Активний учасник робочої групи з питань цифрової стійкості держави.
•	Автор доповідей щодо розвитку інформаційно-аналітичних систем оборони.
Міжнародна співпраця
Ініціював укладення договорів з міжнародними організаціями, зокрема:
•	Міжнародною організацією з міграції (МОМ),
•	GoSwift OU (Естонія),
•	Фондом FIAPP (Іспанія),
•	MTU (Естонія),
•	LGST4D (Франція).
Наукові публікації
•	Більше 180 наукових праць.
•	Близько 30 статей у виданнях, що індексуються Scopus та Web of Science.
•	7 монографій і 21 авторське свідоцтво на комп’ютерні програми.
Громадська та освітня діяльність
•	Голова Вченої ради Інституту програмних систем НАН України.
•	Головний редактор наукового журналу «Проблеми програмування».
•	Заступник голови програмного комітету Міжнародна науково-практична конференція з програмування   Міжнародної конференції «УкрПРОГ» .
•	Професор кафедри прикладної математики НТУУ «КПІ імені Ігоря Сікорського».
Особистість і вплив
Ігор Сініцин — визнаний лідер вітчизняної науки в галузі оборонних інформаційних технологій, авторитет серед наукової і військової спільноти України, наставник нового покоління дослідників та інженерів.

## Досягнення як мандрівника та спортсмена

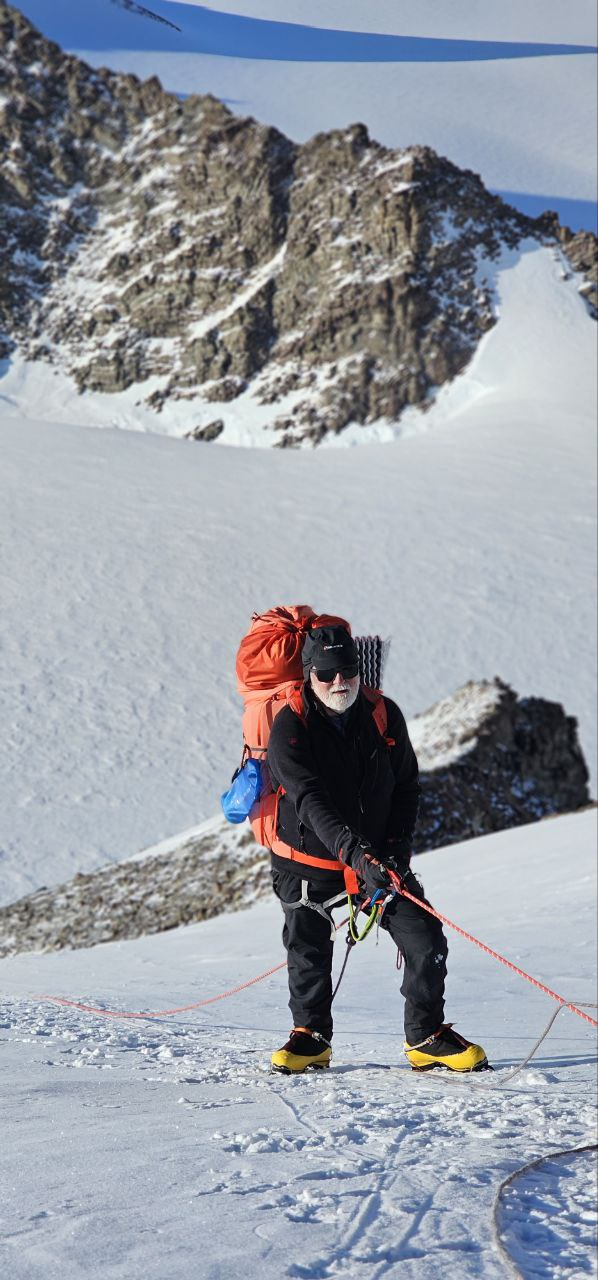
Ігор Сініцин. Експедиція в Антарктиду, грудень 2023 року

Майстер спорту зі спортивного туризму, інструктор альпінізму.
Автор понад 100 спортивних експедицій у найвіддаленіші куточки світу. Першопроходження плато Путорана, гір Бирранга, Північної Землі, Аляски.
Автор і ведучий телевізійного проєкту «Своїми очима», що висвітлює подорожі у складних природних умовах.
Активно займається скелелазінням і залучає молодь до спортивного туризму.
Сторінка на YouTube: IPSINITSYN
Офіційний сайт проєкту «Своїми очима»

## Нагороди та звання
- Національна премія "Скарб нації"  у номінації «Особистості» за вагомий внесок в розбудову України, її розвиток та захист суверенітету (2024).
- Особиста Подяка  від Міністерства освіти і науки України за ініціативу, наполегливість, високий професіоналізм та сумлінне виконання службових обов’язків (2023).
- Державна премія України в галузі науки й техніки (2020).
- Особиста Подяка від Начальника Генерального штабу Головнокомандувача ЗСУ За значний особистий внесок у справу розбудови й розвитку ЗСУ, зміцнення співробітництва у військовій сфері, вагомий вкладу розробку ІАС «Персонал» (2019).
- Нагрудний знак «За заслуги перед Збройними Силами України» (2011).
- Орден «Святого Миколи Чудотворця» за вагомий особистий внесок у розвиток економіки України, професійне управління підприємством-лідером галузі (Національний бізнес-рейтинг) (2008).
- Відзнака «Знак пошани» Міністерства оборони України (2007).
- Лауреат телефестивалю «Відкрий Україну!» (2006, 2007).